# Julie Battilana
Julie Battilana (Marseille, 4 mei 1977) is een Frans-Amerikaanse wetenschapper, die verbonden is aan Harvard University. Haar werkterrein beslaat sociale verandering en innovatie. Ze is hoogleraar Bedrijfskunde aan de Harvard Business School en doceert Sociale innovatie aan de Harvard Kennedy School.
In 2021 schreef Battilana, samen met Tiziana Casciaro, het boek Power, for All: How it Works and Why it's Everyone's Business, dat in Nederlandse vertaling is uitgebracht als De waarheid over macht. Haar boodschap is dat niet alleen presidenten en CEO's, maar ook doorsnee burgers beschikken over een bepaalde mate van macht.

## Opleiding en werk
Julie Battilana behaalde in 1999 haar bachelor sociologie en economie en daarna een master in politieke sociologie. Haar studietijd rondde ze af met een MSc in organisatiesociologie aan de École Normale Supérieure de Cachan. Haar proefschrift droeg de titel De rol van het individu in institutionele verandering.
Battilana bestudeert veranderingsprocessen in bedrijven en de samenleving. Zo toonde zij aan dat ondernemingen, die een maatschappelijke missie uitdragen tegelijkertijd winst kunnen blijven maken.
De resultaten van haar onderzoek zijn gepubliceerd in onder meer  Forbes, HuffPost  en Bloomberg Businessweek. Daarnaast schrijft ze regelmatig artikelen in Le Monde.

## De waarheid over macht
Het fenomeen macht is, volgens Batillana, onderhevig aan drie misvattingen, zoals dat macht een kracht is die je bezit door charisma en invloed. Verder zouden alleen mensen aan de top, zoals CEO’s, generaals en presidenten, beschikken over macht. En ten slotte maakt macht vuile handen. Omdat de meeste mensen denken dat ze niet aan deze "voorwaarden" voldoen, raken zij gefrustreerd en keren de macht de rug toe, met als gevolg dat ze anderen over hun lot laten beslissen.
Battilana noemt dit catastrofaal, omdat we minder gevoelig zijn voor machtsmisbruik en de daarmee samenhangende bedreiging van vrijheid en welzijn. Zij gelooft dat wanneer mensen de dynamiek van de macht beter begrijpen zij zelf betere leiders zullen zijn en kunnen zorgen voor verandering.
In een lezing voor de Radboud Universiteit in 2022
beschrijft Julie Battilana macht als een dynamisch proces waarbij mensen het gedrag van anderen willen beïnvloeden. Dus veel (meer) mensen zijn in staat om de maatschappij of hun directe omgeving daadwerkelijk te veranderen. Bijvoorbeeld een ongeletterde vrouw in Tanzania kreeg de gelegenheid van het Barefoot College om  een cursus beheer van zonnepanelen te volgen. Daarna trad zij als eerste vrouw toe tot de dorpsraad.  
De huidige toestand in de wereld vraagt om actie, zegt Battilana. De coronacrisis, de toenemende sociale ongelijkheid en de klimaatverandering moeten bestreden worden, waarbij de burgers hun eigen verantwoordelijkheid dragen. 
Een andere definitie die zij gebruikt is, dat macht berust op controle over toegang tot waardevolle middelen/hulpbronnen. Met andere woorden je hebt macht over iemand anders, wanneer je beschikt over iets wat anderen waardevol vinden en vice versa. Bijvoorbeeld een persoon, die een bepaald budget beheert, heeft macht over diegene, die financiering zoekt. Hetzelfde geldt voor waardevolle contacten, die je graag zou willen hebben.
Maar macht is altijd betrekkelijk en persoonsgebonden. Vandaag bezit je het, maar misschien morgen niet meer.
Een persoon die belangrijke morele waarden vertegenwoordigt, verwerft daarmee macht. Mensen als Martin Luther King, Nelson Mandela en Greta Thunberg staan voor de strijd tegen racisme, apartheid en de opwarming van de aarde. Het zijn figuren bij wie je je graag wilt aansluiten en die daardoor macht bezitten. Maar ook een onderhoudsmonteur in een fabriek, die de lopende band aan de praat krijgt, heeft macht, hoewel hij niet tot de directie behoort. De meest effectieve mensen die voor verandering zorgen hoeven dus niet hoog in de machtshiërarchie te staan.
Hoewel macht op zichzelf niet vies is, geeft het wel een grotere kans op besmetting met overmatig zelfvertrouwen en een gevoel van onverschilligheid. Men is vooral geïnteresseerd in zichzelf en niet zozeer in de anderen. Als tegengif adviseert Battilana nederigheid en empathie; het nastreven van een hoger doel, de macht willen delen en verantwoordelijkheid afleggen.
In het maatschappelijk krachtenspel heeft macht een aanzuigende werking en buitenstaanders zijn niet vanzelf welkom. In de loop van de geschiedenis zijn bestaande machtsverhoudingen gelegitimeerd en verankerd. De discussie rond de MeToo-beweging en Black Lives Matter maakt duidelijk hoe hardnekkig bepaalde verhoudingen liggen. Occupy Wall Street bloedde, volgens Battilana, dood door gebrek aan daadkracht en uitvoering.
Zij pleit voor collectieve actie, waarbij zowel agitators, vernieuwers als leidinggevenden nodig zijn. De onruststoker moet naast de vernieuwer staan, maar een dirigent moet leiding geven aan de uitvoering.
- Library of Congress Control Number: n2021046546
- Nationale Bibliotheek van Israël: 987010311797605171
- Système universitaire de documentation: 109431871
- Virtual International Authority File: 193967402